# Daşkəsən (district)
Daşkəsən (ook geschreven als Dashkesen of Dashkasan) is een district in Azerbeidzjan.
Daşkəsən telt 33.300 inwoners (01-01-2012) op een oppervlakte van 1047 km²; de bevolkingsdichtheid is dus 31,8 inwoners per km².

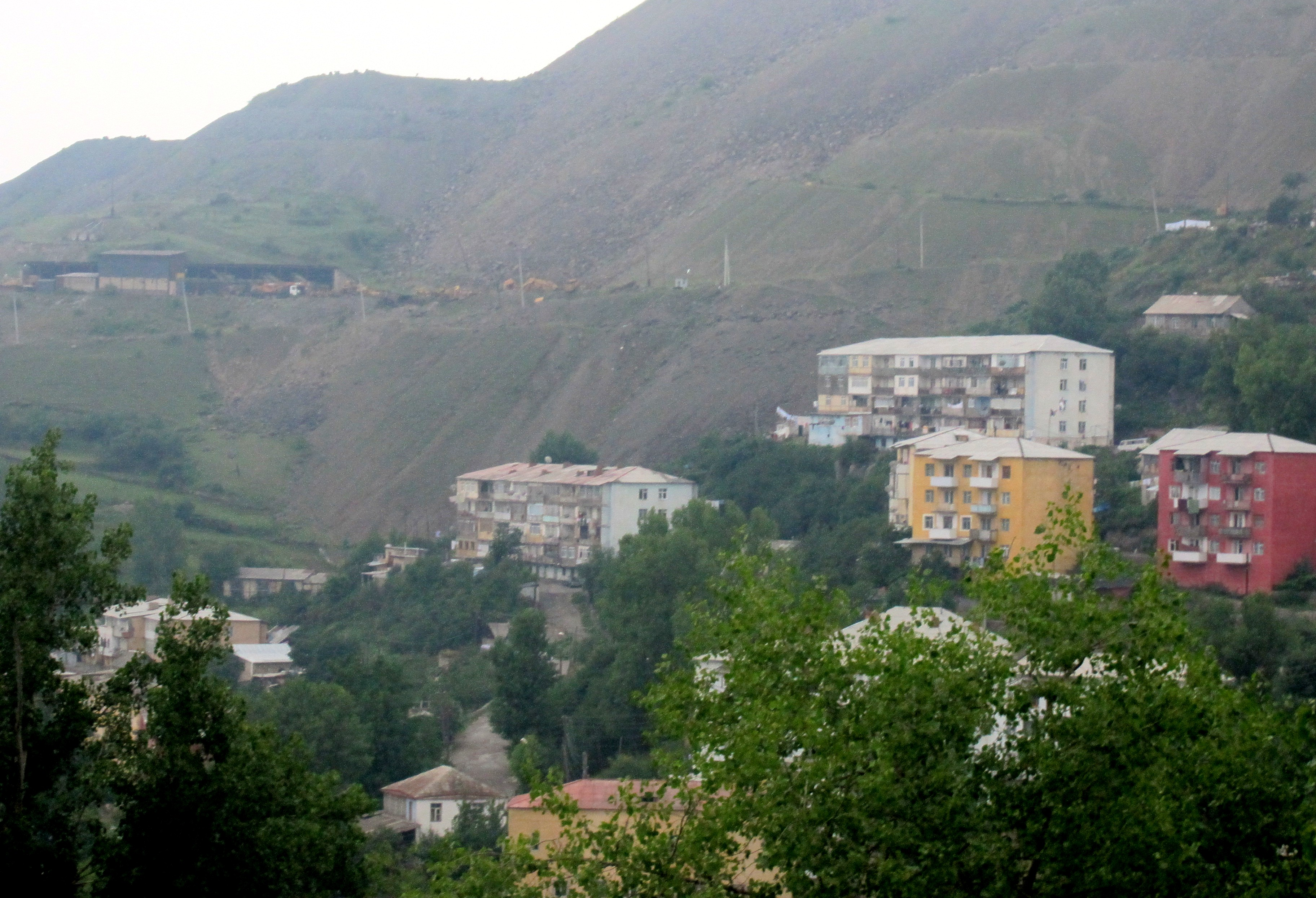
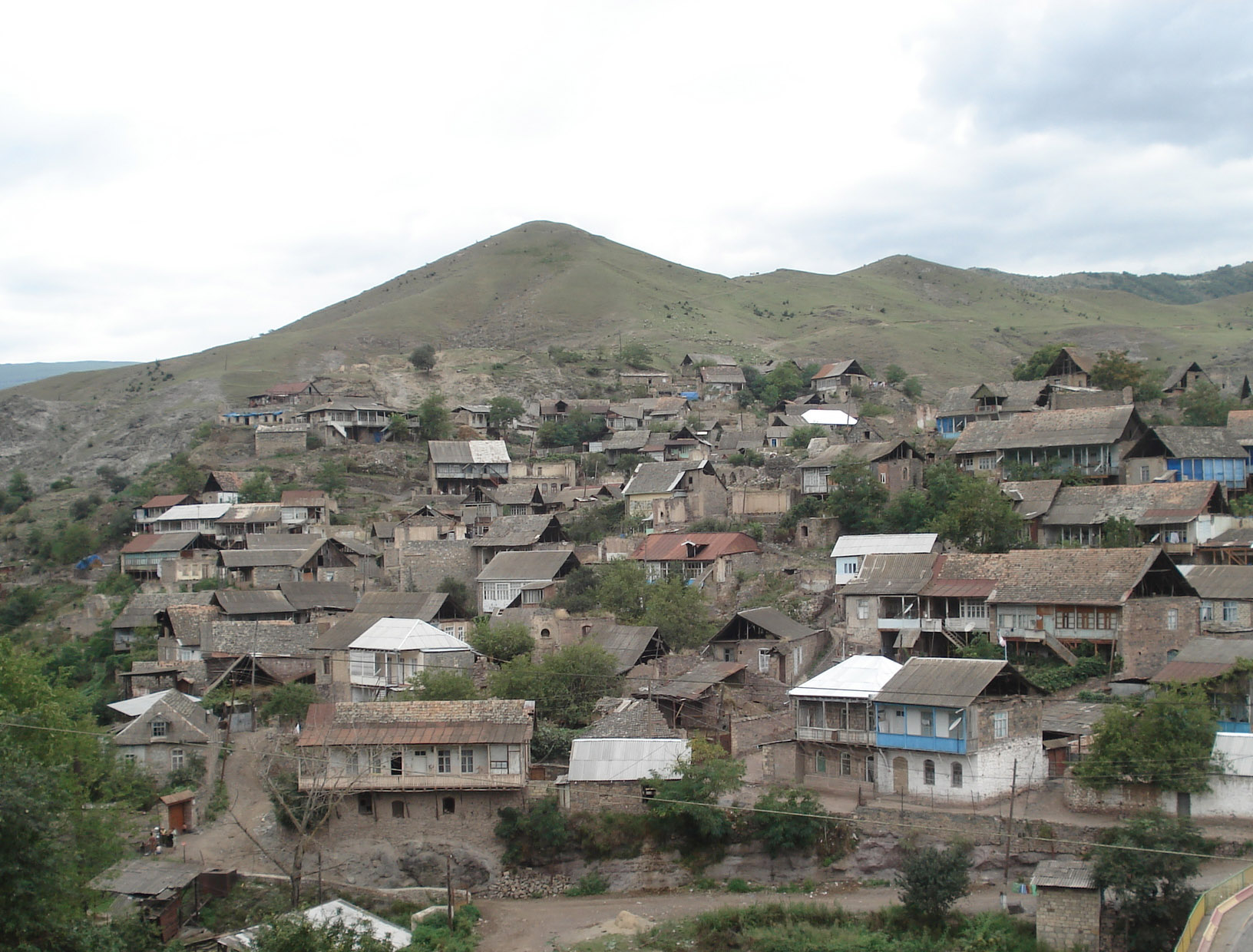